# Křenovice, Vyškov
Křenovice là một làng thuộc huyện Vyškov, vùng Jihomoravský, Cộng hòa Séc.